# Gustav Bauer

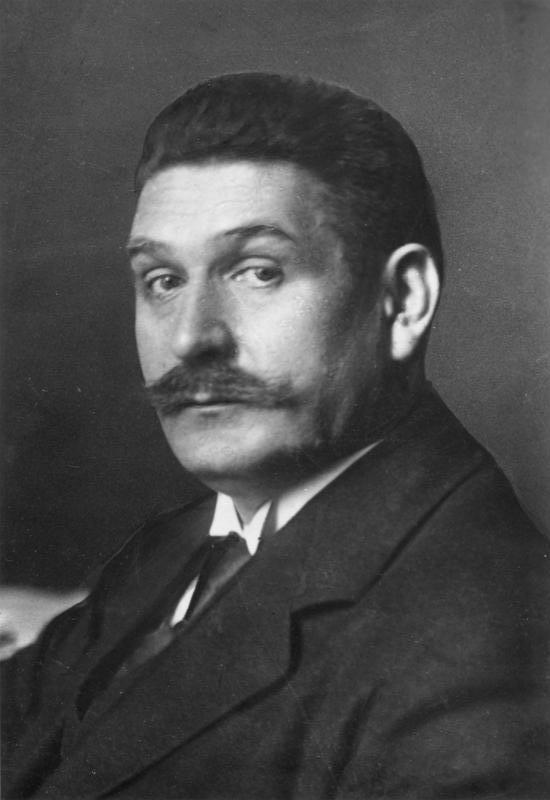
Gustav Bauer, 1920

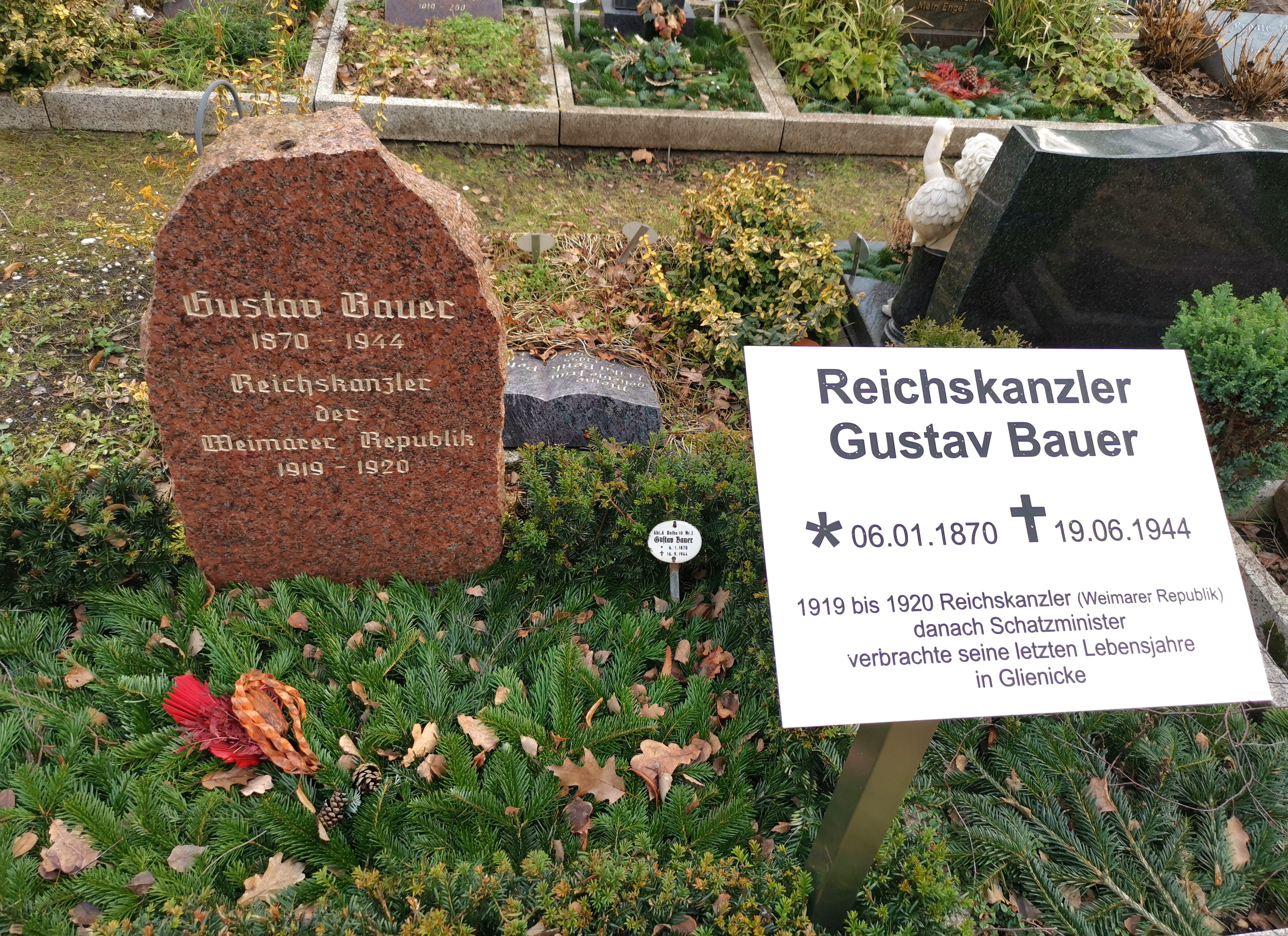
Grab auf dem Evangelischen Friedhof Glienicke/Nordbahn

Gustav Adolf Bauer (* 6. Januar 1870 in Darkehmen (Ostpreußen); † 16. September 1944 in Berlin-Hermsdorf) war SPD-Politiker. In den letzten Wochen des Kaiserreichs war er Staatssekretär und vom 21. Juni 1919 bis zum 26. März 1920 Reichskanzler der Weimarer Republik (bis 14. August 1919 mit dem Titel Reichsministerpräsident).

## Leben und Beruf
Gustav Bauer, dessen Vorfahren 1731/32 aus Süddeutschland (wahrscheinlich mit den Salzburger Exulanten) nach Ostpreußen ausgewandert waren, war der Sohn des Gerichtsvollziehers Gustav Bauer und der Henriette Bauer, geborene Groß. Nach dem Abschluss der Volksschule in Königsberg 1884 arbeitete er zunächst als Schreiber in einer Rechtsanwaltskanzlei. 1888 musste ihm nach einer schweren Erkrankung ein Bein amputiert werden. Von 1893 bis Dezember 1895 war er Bürovorsteher beim prominenten Strafverteidiger Fritz Friedmann. Bauer gründete 1895 den „Zentralverein der Bureauangestellten Deutschlands“, dem er bis zur Fusion mit dem „Verband der Verwaltungsbeamten der Krankenkassen“ 1908 vorstand. Nachdem er 1902 seinen Arbeitsplatz wegen der gewerkschaftlichen Tätigkeit verloren hatte, machte er sich als Gastwirt selbständig, gab dies jedoch bereits nach einem Jahr auf, als er hauptamtlicher Leiter des gewerkschaftlichen Zentral-Arbeitersekretariats wurde. Von 1908 bis 1918 hatte Bauer das Amt des zweiten Vorsitzenden der Generalkommission der Gewerkschaften Deutschlands inne. 1912 wurde er zum Aufsichtsratsvorsitzenden der neu gegründeten Volksfürsorge gewählt. Im Jahr 1917 war er an der Gründung des Volksbundes für Freiheit und Vaterland beteiligt, der ein Gegengewicht zur extremistischen Deutschen Vaterlandspartei bilden sollte. Nach seinem Ausscheiden aus der Politik war er Geschäftsführer einer Berliner Wohnungsbaugenossenschaft.
Nach der nationalsozialistischen Machtübernahme wurde er im Mai 1933 wegen Anschuldigungen im Zusammenhang mit Steuerdelikten für mehrere Wochen inhaftiert. Vermutlich war dies eine Intrige, denn Beweise konnten nicht vorgelegt werden. Anschließend trat er nicht mehr in Erscheinung.
Gustav Bauer war mit Hedwig Moch verheiratet.
Sein Grab befindet sich auf dem Friedhof der Kirchengemeinde Glienicke/Nordbahn.

## Partei
Bauer war Mitglied der SPD, wo er dem rechten Parteiflügel angehörte, der die Politik des Burgfriedens mit der Reichsregierung während des Ersten Weltkrieges unterstützte. 1925 wurde er im Zusammenhang mit dem Barmat-Skandal aus der SPD ausgeschlossen. Das Parteischiedsgericht hob den Ausschluss am 14. Mai 1926 wieder auf. Er gehörte zur Zeit der Weimarer Republik dem Reichsbanner Schwarz-Rot-Gold an.

## Abgeordneter
1912 zog er als sozialdemokratischer Abgeordneter für den Wahlkreis Breslau 6 (Breslau-Ost) in den Reichstag des Kaiserreiches ein, wo er seit 1915 dem Haushaltsausschuss angehörte. Nach der Novemberrevolution wurde er in die Weimarer Nationalversammlung gewählt und war anschließend Reichstagsabgeordneter vom Juni 1920 bis zum Februar 1925.

## Öffentliche Ämter

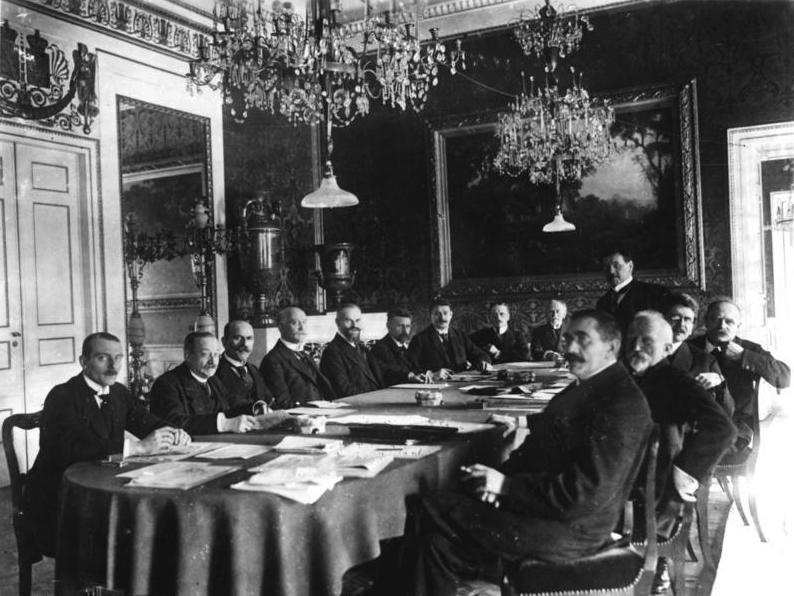
Erste Kabinettssitzung des Kabinetts Scheidemann am 13. Februar 1919 in Weimar. V.l.: Ulrich Rauscher, Pressechef der Reichsregierung, Robert Schmidt, Ernährung, Eugen Schiffer, Finanzen, Philipp Scheidemann, Reichskanzler, Otto Landsberg, Justiz, Rudolf Wissell, Wirtschaft, Gustav Bauer, Arbeit, Ulrich von Brockdorff-Rantzau, Auswärtiges, Eduard David ohne Portefeuille, Hugo Preuss, Inneres, Johannes Giesberts, Post, Johannes Bell, Kolonien, Georg Gothein, Schatz, Gustav Noske, Reichswehr

Reichskanzler Max von Baden berief ihn im Oktober 1918 zum Staatssekretär des Reichsarbeitsamtes. Dem Kabinett Scheidemann gehörte Bauer seit dem 13. Februar 1919 als Reichsarbeitsminister an. Nach Scheidemanns Rücktritt am 20. Juni 1919 wurde am folgenden Tag Bauer Reichskanzler der Regierung (Kabinett Bauer), die den Vertrag von Versailles unterzeichnete, obwohl er selbst die Bedingungen des Vertrages ablehnte. Nachdem er sich bereits am 22. Juni für die Annahme des Vertrages aussprach, aber bei der Entente noch gegen Einzelbestimmungen protestieren wollte (Kriegsschuldfrage und Auslieferung von deutschen Staatsbürgern), musste er in der Sitzung der Weimarer Nationalversammlung einen Tag später eingestehen, dass seine Interventionen bei den Siegermächten keinen Erfolg gezeigt hatten. Dass er sich trotzdem für die Unterzeichnung des Vertrages aussprach, begründete er vor dem Parlament wie folgt:
Meine Damen und Herren! Keinen Protest heute mehr, keinen Sturm der Empörung. Unterschreiben wir, das ist der Vorschlag, den ich Ihnen im Namen des gesamten Kabinetts machen muß. Die Gründe, die uns zu diesem Vorschlag zwingen, sind die selben wie gestern, nur trennt uns jetzt eine Frist von knappen vier Stunden vor der Wiederaufnahme der Feindseligkeiten. Einen neuen Krieg können wir nicht verantworten, selbst wenn wir Waffen hätten. Wir sind wehrlos, wehrlos ist aber nicht ehrlos. Gewiß, die Gegner wollen uns an die Ehre, daran ist kein Zweifel, aber dass dieser Versuch der Ehrabschneidung einmal auf die Urheber selbst zurückfallen wird, dass es nicht unsere Ehre ist, die bei dieser Welttragödie zugrunde geht, das ist mein Glaube, bis zum letzten Atemzug. (Quelle: Protokoll der 41. Sitzung der Weimarer Nationalversammlung vom 23. Juni 1919)
Er setzte in seiner Amtszeit die Zuordnung des Eisenbahnwesens in die Reichszuständigkeit ebenso durch, wie mit Reichsfinanzminister Matthias Erzberger die umfangreichste Finanzreform der deutschen Steuer- und Finanzgeschichte. Bauer musste 1920 nach dem Kapp-Putsch zurücktreten, weil er ebenso wie der Reichswehrminister seines Kabinetts, Gustav Noske, das Vertrauen seiner Partei und der Gewerkschaften verloren hatte; aber in der folgenden Regierung seines Parteifreundes Hermann Müller bekleidete er das Amt des Schatzministers und ab 1. Mai 1920 auch das Verkehrsressort, welches er bis zum 25. Juni 1920 leitete. 1921 gehörte er dem zweiten Kabinett Wirth als Vizekanzler und Reichsschatzminister an.